# Ван Дракестейн, Герард
Йонкер Герард Дагоберт Хендрик Босх ван Дракестейн (нидерл. Gerard Dagobert Hendrik Bosch van Drakestein, 24 июля 1887 — 20 марта 1972) — нидерландский велогонщик, призёр Олимпийских игр.

## Биография
Родился в 1887 году в Мехелене (Бельгия). Так как он происходил из дворянской семьи, а велоспорт не считался достойным занятием для представителей дворянства, то в молодости он участвовал в велогонках под псевдонимом «Ulysses» или «Bismarck». Благодаря происхождению он не нуждался в деньгах, и поэтому никогда не пытался перейти в профессионалы, участвуя лишь в любительских соревнованиях; он 17 раз становился чемпионом Нидерландов.
В 1908 году принял участие в Олимпийских играх в Лондоне, но там нидерландская сборная выступила неудачно; лучшим его достижением стало 4-е место в групповой гонке.
В 1924 году Герард ван Дракестейн принял участие в Олимпийских играх в Париже, и смог завоевать бронзовую медаль в тандеме (вместе с Мауритиусом Петерсом). В 1928 году на Олимпийских играх в Амстердаме он стал серебряным призёром в гите; также он получил серебряную медаль в групповой гонке, хотя в финале свалился с простудой и был заменён Янусом Браспенниксом. После этого он завершил спортивную карьеру.
Благодаря усилиям Герарда ван Дракестейна в 1928 году был создан Королевский Нидерландский Велосоюз. В 1930-х годах заигрывал с Национал-социалистическим движением.